# Shadow Wilson
Shadow Wilson (de son vrai nom Rossiere Wilson), né le 25 septembre 1919 à Yonkers dans l'État de New York et mort le 11 juillet 1959 à New York, est un batteur de jazz américain.

## Biographie
Sa carrière commence dès la fin des années 1930 chez des chefs aussi prestigieux que Lucky Millinder
ou Jimmy Mundy. Elle se prolonge auprès de Fats Waller, Benny Carter, Lionel Hampton (1941), Earl Hines (1942) et louis Jordan avant qu'il ne succède à Jo Jones dans le "big band" de "Count" Basie en 1944. En 1947 il est gratifié du prestigieux "Esquire new star award". On l'entendra souvent aux côtés d'Illinois Jacquet, mais également dans des contextes aussi variés que le "big band" de Woody Herman en 1949 (les musiciens de l'orchestre l'avaient plébiscité dès 1948 pour remplacer  Dave Tough, mais il était alors sous contrat chez Basie), le trio d'Errol Garner (1950-51), les formations du trompettiste Joe Newman, du tromboniste J. J. Johnson, du saxo-alto Sonny Stitt, du guitariste Kenny Burrell, de Tad Dameron ou la chanteuse Ella Fitzgerald (1954)... Enfin il accompagne le pianiste Thelonious Monk, avec lequel il avait déjà enregistré en 1947 quelques compositions en compagnie du vibraphoniste Milt Jackson,  dans de mémorables sessions avec le saxo-baryton Gerry mulligan (12 et 13/08/1957) et le saxo-ténor John Coltrane en 1957 au "Five spot cafe" et en 1958 en studio, avant de disparaître prématurément.
Archétype du "musicien pour musicien", "Shadow" Wilson prolonge le style de "Big Sid" Catlett   
dans le contexte du jazz moderne, et s'affirme comme l'infaillible boussole de tous ceux qui lui
font confiance, aussi à l'aise dans le cadre du « big band » que dans celui de la petite formation. Cette rare intelligence musicale se manifeste en solo où il fait preuve d'un sens architectural 
exceptionnel qui s'affirme dès sa présence chez "Count" Basie (« queer street » en 1945) et la     pertinence de ses interventions lui vaudront le qualificatif de « meilleur break de toute l'histoire du jazz » de la part de Buddy Rich, connaisseur en la matière s'il en est ... Il est célébré pour le swing de son jeu de cymbales et la netteté de sa frappe; son jeu de balai à la fois souple et puissant, sobre et subtil est particulièrement mis en évidence au sein du Errol Garner trio. 

## Discographie
- Queer Street (avec Count Basie), 1945
- Epistrophy et Mysterioso (avec Th. Monk et M. Jackson), Vogue, 1947
- Blow, Illinois, blow (avec I. Jacquet), 1947
- J. J. Johnson jazz quintets (Savoy), 1949
- The Petite Waltz Bounce (avec E. Garner), 1950
- I'm still swinging (avec J. Newman), 1955
- Fontainebleau (avec Tad Dameron), Prestige, 1956
- Sonny Stitt with the New Yorkers (avec S. Stitt), Roots, 1957
- Mulligan meets Monk (avec Thelonious Monk et Gerry Mulligan), Riverside, 1957
- Very Cool (avec Lee Konitz), Verve, 1957
- Trinkle, trinkle, Ruby, my dear (avec Thelonious Monk et John Coltrane), Jazzland, 1958